# Économie des Émirats arabes unis
L’économie des Émirats arabes unis, fondée au début du siècle sur la pêche perlière et le commerce maritime, a été transformée par l'exploitation pétrolière. L'augmentation récente des prix du pétrole et la baisse du cout du crédit a provoqué la hausse des prix des biens mobiliers (actions échangées sur le marché local) et immobiliers. Ceci, en retour, a érodé l'attractivité des Émirats auprès des investisseurs. Dubaï, en particulier, est un centre financier régional pour beaucoup de multinationales.
L'économie dépend pour une large part de la main-d'œuvre immigrée.

## Système économique
À l'origine, les Émirats, sous protectorat de l'Empire britannique, étaient de petits États traditionnels dont l'économie dépendait du commerce avec l'intérieur de l'Arabie, avec les Indes et la Perse par la mer (boutres), et de la pêche des perles. La découverte des hydrocarbures entraîna un développement rapide du territoire fédéral, sous la forme d'une rente pétrolière, avec une conservation de la société traditionnelle, en parallèle avec une forte immigration.
Le prince Khalifa ben Zayed Al Nahyane succéda à son père en 2004 et décida de multiplier les réformes structurelles, sur le plan de la culture, de l'éducation, des télécommunications. Avec 67 340 km2 sur un total de 83 600 km2, l'émirat d'Abou Dabi domine la fédération par sa superficie et ses richesses. De son côté, Dubaï parie sur le tourisme.

## Fiscalité et blanchiment d'argent
Les Émirats présentent une fiscalité attractive pour les entreprises et les particuliers fortunés, ce qui en fait une destination privilégiée pour les entreprises soucieuses d'optimisation fiscale. L'ONG Tax Justice Network les situe en 2021 dans le groupe des dix plus grands paradis fiscaux. D'autre part, le service français contre le crime organisé (Sirasco) financier indiquent que les Émirats « coopèrent pas ou peu » avec les autorités françaises pour récupérer des fonds détournés dans le cadre d'escroqueries financières.
En mars 2022, le Groupe d'action financière (GAFI) ajoute les ÉAU dans sa liste grise des pays soumis à une surveillance accrue, en raison des lacunes pour aborder la question du blanchiment de capitaux. Selon l'organisation, les Émirats ont fait des « progrès significatifs » dans l'amélioration de leurs systèmes, en particulier la coopération avec les enquêteurs d'autres pays et la confiscation des actifs de criminels, mais il reste encore un besoin d'amélioration dans plusieurs domaines,,. En conséquence, en décembre 2022, la Commission européenne ajoute les Émirats arabes unis à la liste de l'Union européenne des pays à haut risque pour leurs faiblesses dans la lutte contre le blanchiment d'argent et le financement du terrorisme.
Le GAFI retire les Émirats de sa liste grise en février 2024. La Commission européenne propose de retirer les ÉAU de la liste des juridictions à haut risque de blanchiment d'argent et de financement du terrorisme en 2024 mais le Parlement européen refuse, soulignant le manque d'engagement des Émirats à lutter contre le contournement des sanctions qui touchent la Russie après son invasion de l'Ukraine. En juillet 2025, la Commission européenne propose une nouvelle mise à jour de la liste qui retire les Émirats arabes unis de la liste. Transparency International critique la décision, affirmant que les réformes introduites par les Émirats arabes unis ne peuvent être considérées comme efficaces à un stade aussi précoce. Plusieurs membres du Parlement européen critiquent aussi cette décision, jugée prématurée et politiquement motivée. Elle est toutefois approuvée par 369 parlementaires contre 264,,.

## Secteur des hydrocarbures

### Un géant des hydrocarbures
L'exploitation pétrolière a commencé en 1962, dans le territoire de l'émirat d'Abou Dabi qui demeure le principal producteur de la fédération. Aux importantes réserves de pétrole s'ajoutent celles de gaz naturel.
Les Émirats étaient jusqu'alors extrêmement pauvres. Il n’y avait presque pas de médecine dans les années 1960 et la plupart de la population était analphabète ; jusqu’à la moitié des bébés et un tiers des mères mouraient en couches.
L'émirat d'Abou Dabi représente environ 90 % des réserves de la fédération, soit l'équivalent de 10 % des réserves mondiales de pétrole, le reste se partageant entre Dubaï et Charjah. On estime que Dubaï a encore dix ans de réserves pétrolières et que Charjah en a encore moins. Les réserves gazières sont également limitées dans ces deux émirats.

### Réserves et productions d'hydrocarbures en 2013

#### Pétrole
Les Émirats arabes unis possèdent des réserves prouvées de pétrole de 97,8 milliards de barils, soit 13 milliards de tonnes. Ces réserves représentent 5,8 % des réserves mondiales, plaçant le pays au 7e rang international.
Avec 3,646 millions de barils/jour, les EAU sont le deuxième producteur de pétrole du Moyen-Orient, loin derrière l'Arabie saoudite et avec un niveau de production légèrement supérieur à ceux de l'Iran, de l'Irak et du Koweït, et le sixième au niveau international avec 4 % de la production mondiale.

#### Gaz
Les réserves prouvées de gaz naturel s'établissent à 6 100 milliards de m3 (3,3 % des réserves mondiales) au 7e rang mondial juste derrière l'Arabie saoudite.
Les Émirats arabes unis produisent 56 milliards de m3/an (1,7 % de la production mondiale) au 16e rang mondial.

### Un centre industriel dynamique
La fortune pétrolière s'est traduite par une modernisation accélérée : urbanisation et industrialisation (métallurgie, chimie et pétrochimie, dessalement de l'eau de mer, chantiers navals). Dubaï abrite l'une des plus grandes fonderies d'aluminium du monde., activité gourmande en énergie, qui y bénéficie du bas cout de l'électricité.

## L'après-pétrole
Les Émirats arabes unis, chose rare parmi les pays pétroliers, ont anticipé l'après-pétrole en cherchant de nouvelles ressources économiques autre que le pétrole.
En cherchant à réduire la dépendance du pétrole, les émirats visent à parvenir à une plus grande diversification de l’économie locale, afin d’assurer la future croissance économique du pays. En 2008, les secteurs non pétroliers ont représenté 63 % du PIB, ce qui correspond à une contribution de 590 milliards de dollars à l’économie, même si les prix du pétrole et du gaz se sont élevés. Dans les 15 prochaines années, les responsables visent à réduire la contribution du secteur des hydrocarbures à environ 20 %. En même temps, il est prévu de favoriser la croissance des autres secteurs économiques.
Avec sa Vision économique 2030, l’émirat d‘Abu Dhabi, présentait en 2009 son plan qui vise à permettre une plus grande diversification économique, par exemple par une réduction de la dépendance d’Abu Dhabi du secteur pétrolier comme secteur économique. Par contre, le plan favorise que le développement économique se concentre davantage sur des industries fondées sur le savoir.
Dans ce développement pour transformer l’économie des EAU, le secteur industriel joue un rôle important, s’appuyant sur des secteurs dynamiques, comme la fabrication d’aluminium, de la céramique et de produits pharmaceutiques. L’acquisition par l’Advanced Technology Investment Company (ATIC) d’Abu Dhabi de Chartered Semiconductor Manufacturing, annoncé en 2009, a marqué une étape importante pour parvenir à cet objectif, comme cette acquisition a résulté en la création d’un des plus grands fabricants de puces électroniques du monde. En 2010 Chartered Semiconductor a fusionné avec Globalfoundries, une société de fabrication de puces électroniques qu’ATIC gère dans le cadre d’une coentreprise créée avec la société américaine AMD.
En outre, l’émirat vise aussi à se développer comme un des principaux centres de fabrication aérospatiale. La branche d’investissement stratégique du gouvernement d’Abu Dhabi, Mubadala Development Company, planifie de mettre en service une usine aérospatiale en cours de construction jusqu’à la fin 2010. Mubadala aussi fait des progrès dans la mise en place d’une coentreprise de 8 milliards de dollars avec General Electric, le conglomérat américain. Celui devrait permettre un apport de capitaux commerciaux dans la région.
Dans l’émirat de Fujaïrah, on a créé la première zone franche virtuelle aux EAU Cette « Virtuzone » qui fait partie de la zone franche de Creative City à Fujaïrah. Dans cette zone franche virtuelle, les compagnies détenues par des sociétés internationales peuvent exercer les activités commerciales à un coût moins élevé que dans les zones franches traditionnelles. Les entrepreneurs internationaux inscrits dans cette zone peuvent ainsi opérer à partir de n’importe quel endroit aux EAU, y compris de bureaux et de résidences privées.
L’émirat d’Abu Dhabi dispose de respectivement 95 pour cent et 92 pour cent des réserves de pétrole et de gaz existant au pays. Au futur, l’émirat ambitionne à investir les revenus issus des hydrocarbures dans l’augmentation de la production d’énergie à partir de sources renouvelables
L’objectif du gouvernement de l’émirat est alors de satisfaire à 7 % des besoins énergétiques d’Abu Dhabi par des sources renouvelables jusqu’à 2020.
La société publique Masdar est spécialisée dans les « énergies du futur » et devrait jouer un rôle capital pour réaliser cet objectif, avec des investissements et aussi en travaillant au développement de solutions d‘énergie faible en carbone.
Le projet de ville nouvelle de Masdar City comprend la fondation d’une écoville qui devrait être une des villes les plus durables du monde dans l’émirat pour un coût de 55 milliards de dirhams. La première phase du projet devrait être terminée en 2015,. Finalement, elle devrait abriter 40 000 résidents et offrir de l’espace pour quelque 1 500 sociétés spécialisées dans les énergies propres qui devraient employer approximativement 50 000 personnes. En outre, Masdar investit fortement dans la technologie des cellules photovoltaïques en couche mince.
Dans leur contribution à la COP21, les Émirats arabes unis affirment se placer dans l'hypothèse de ne plus vendre de pétrole en 2050 et fixent à 24 % la part des énergies décarbonées dans leur « mix » en 2021, grâce à leur programme nucléaire qui prévoit l'entrée en service de 4 réacteurs en 2017 pour une puissance de 4 gigawatts.
Ils tablent aussi sur l'énergie solaire, dont la part doit atteindre 7 % du mix énergétique en 2020 ; le projet d'une usine de désalinisation fonctionnant avec cette énergie devrait bientôt sortir des cartons.
Par ailleurs, le secteur financier est toujours de grande importance pour l’économie des émirats, malgré l’impact de la crise financière mondiale. Ce secteur est de grande importance notamment à Dubaï, où le Centre financier international et la bourse, ensemble avec la bourse nationale d’Abu Dhabi, continuent de stimuler la croissance future dans ce secteur. En outre, le gouvernement émirien vise à préparer une loi industrielle, qui devrait faciliter la création d’industries nationales.
En 2000 le pétrole comptait pour 76% des exportations. Sa part a été diminuée à 50 en 2021.
Le pays commence à développer une part d'hydrogène vert dans son mix énergétique[réf. souhaitée].

### Le tourisme
Le tourisme international (et pas seulement arabo-musulman) devient de plus en plus important grâce au grand nombre de projets pharaoniques parmi lesquels l'hôtel Burj-Al-Arab, la piste de ski intérieure ski Dubaï ou encore les Palm Islands. Il est vrai que les Émirats ne sont pas égaux face à la ressource en hydrocarbures.
Le tourisme constitue un secteur de croissance important de l’économie sur l’ensemble des EAU. Après le récent re-branding d’Abu Dhabi, les hôtels et stations de loisirs prennent une importance croissante dans le pays, comme l’île de Sir Bani Yas à l’ouest d’Abu Dhabi et des différents lieux de villégiature situés dans le désert comme Qasr Al Sarab dans le Liwa et Al Maha et Bab al-Shams à Dubaï. On trouve différentes stations balnéaires le long du littoral avec des hôtels et édifices emblématiques comme l’Emirates Palace Hotel, le Burj al-Arab et le Madinat Jumeirah. Le pays s'attendait à accueillir 11,2 millions de touristes en 2010, ce qui aiderait à assurer le succès des efforts visant à augmenter les investissements dans le secteur de l’hôtellerie et de la restauration.

### Le secteur économico-financier
Mis à part dans les zones franches, le code du commerce émirati impose que le capital des sociétés soit détenu en majorité (51 %) par un sujet des Émirats. Cette loi devrait être modifiée et la clause de propriété sera sans doute abandonnée pour se conformer aux règles de l'Organisation mondiale du commerce. La réforme globale, véritable petite révolution, a été actée le 27 septembre 2020 par la publication d’une loi fédérale par décret (No 26 – 2020), entrée en vigueur le 2 janvier 2021. Le texte met fin à l’obligation historique de détention d’au moins 51% du capital d’une entreprise par des ressortissants émiratis. Cela conduisait tous les investisseurs et entrepreneurs étrangers à devoir chercher un « sponsor », souvent dormant, quelle que soit la taille de l’entreprise. À noter que cette obligation ne s’appliquait pas aux zones économiques spéciales ou aux zones franches.
Le Centre financier mondial de Dubaï a été fondé en septembre 2004 et est rapidement devenu un des pôles du système financier mondial. 218 entreprises de services financiers s'y sont installées en 4 ans. Sur 130 gérants d'actifs, 64 ont un centre de décision aux Émirats.
Un fonds souverain de l'émirat d'Abou Dabi, Advanced Technology Investment Company (entreprise de la Mubadala Investment Company), dispose par exemple d'importantes réserves qui lui permettent d'intervenir sur les marchés comme un important acteur financier, y compris pendant la crise financière de l'automne 2008. Il est par exemple intervenu pour sauver de la faillite le groupe américain Advanced Micro Devices (AMD), no 2 mondial du secteur des microprocesseurs, dont Abou Dabi est déjà actionnaire à hauteur de 8,1 % depuis 2007. L'émirat devrait porter sa participation au capital à hauteur de 19,3 % au début 2009, investir plus de 2 milliards de dollars, réduire la dette d'AMD d'1/4, et encourager par de nouveaux investissements le développement de l'entreprise.

### L'économie de lacultureet de lacommunication
Les Émirats arabes unis ont-ils pour ambition de devenir un des pôles mondiaux de la culture ? La multiplication des projets à Abou Dabi comme à Dubaï le laisse de plus en plus imaginer. La rente pétrolière, ajoutée à une lente diversification de l'économie, autorise des projets très spectaculaires. Cependant, le contre-choc pétrolier de la fin de l'année 2008 annonce peut-être une période moins frénétique.
- L'émirat d'Abou Dabi a décidé d'investir 1 milliard de dollars entre 2008 et 2013, dans des productions cinématographiques, en collaboration avec d'autres sociétés de production, dont certaines d'Hollywood.
- Une antenne de la Sorbonne, et bientôt un institut d'art de l'Université Yale, s'installent à Abou Dabi.
- Le Louvre Abou Dabi a ouvert ses portes en 2017, c'est un des principaux musées du monde.
- Le parc des musées d'Abou Dabi comprend plusieurs grands musées, dont le plus grand musée Guggenheim du monde (32 000 m2).
- L'opéra de Dubaï, œuvre de l'architecte Zaha Hadid, a été inauguré en 2013.

## La société
Selon le ministère de l’Économie, en 2007, les Émirats avaient 4,488 millions d’habitants. 80 % de la population des Émirats sont des immigrés, continuant à dominer par rapport aux citoyens émiriens. De plus, la population a augmenté énormément, de 74,8 %, entre 1995 et 2005, selon le dernier recensement.
En 2007, 864 000 citoyens émiriens et 3,62 millions d’expatriés vivaient dans le pays, la population nationale ayant augmenté de 2,9 % en 2006, et la population des expatriés de 6,9 %. Abu Dhabi était le plus peuplé des émirats à la fin 2007, avec un total de 1,493 million d’habitants, suivi par Dubaï, avec environ 1,478 million d’habitants, puis par Sharjah, où vivaient près de 882 000 d’habitants.
Comme la plupart des milliers d’immigrants arrivant dans le pays chaque année sont des hommes, ils représentent une significativement plus grande partie de la population par rapport aux femmes.

### La main d’œuvre
La majorité des emplois aux EAU se trouvait au secteur privé, soit, près de 63,3 % de l’ensemble des travailleurs en 2008.
Selon bureau national des statistiques aux EAU, le taux de chômage s’élevait à environ 4 % en 2008. En 2007, la population active représentait environ 63,2 % des 4,488 millions d’habitants constituant le total de la population aux émirats. En 2008 une légère augmentation à 63,9 % a été notée. La majorité des employés émiriens travaillent dans le secteur public fédéral, qui représente 45 % de la main-d’œuvre totale du pays, d’après des données du ministère de l’Économie.
Selon les estimations du ministère du Travail, 3,11 millions en 2007 de travailleurs expatriés employés ont été enregistrés en 2007 et 4,07 millions en 2008, ce qui correspond à une augmentation annuelle de 31 %.
Les 200 000 femmes de ménage asiatiques travaillant aux Émirats arabes unis sont confrontées à une situation particulièrement difficile : viols, confiscations de passeports, paies dérisoires, etc.

### L'emploi national
Les expatriés occupent 99 % des emplois dans le secteur privé et 91 % des emplois de ceux des services publics. Les autorités craignent de ne trouver que 4 % d’émiriens dans la population active en 2020, si la tendance actuellement[Quand ?] observée continue à l’avenir.
Chaque année 800 000 emplois sont créés dans le pays, dont la majorité fait part du secteur privé. Malgré cela, chaque année jusqu'à 10 % des émiriens qui travaillent démissionnent à cause de problèmes sur le lieu de travail.
C’est pour cela qu’on a décidé d’introduire de nouvelles initiatives qui devraient résulter en une meilleure représentation d’Émiriens, surtout dans le secteur privé. Dénommé «émiratisation», ce dispositif politique constitue un des principaux domaines de préoccupation du gouvernement. Ainsi, un nombre croissant de sociétés émiriennes a commencé à adopter des mesures pour augmenter le nombre d’Émiriens qu’ils emploient. Une difficulté est pourtant de créer une réserve de candidats dotés de qualifications et de la formation nécessaires pour leur permettre de prendre des responsabilités requises.

## Les échanges internationaux
Les principaux partenaires commerciaux sont le Japon, les États-Unis et l'Union européenne.
En 2007, le chiffre d’affaires total du commerce du pays était de 1,01 milliard de dirhams (275,1 millions de dollars), ce qui représente 22,2 % de la valeur totale des échanges commerciaux arabes qui s’élève à 1,234 milliard de dollars, même si la population émirienne ne représente que 1,4 % de la population arabe totale.
Cette forte augmentation du commerce a été attribuée à une montée des exportations de pétrole brut et de gaz, à la croissance des exportations non pétrolières des zones franches et d’autres secteurs et à l’augmentation constante des réexportations, ainsi qu’à une hausse importante d'importations causée par la forte demande intérieure.
Au total, les chiffres du commerce pour l’ensemble des EAU montrent une augmentation des activités. La valeur du commerce extérieur directe du secteur non-pétrolier de Dubaï, par exemple, a grimpé de 54,3 % au cours du premier semestre 2008, atteignant 296,6 milliards de dirhams (environ 80,8 milliards de dollars), contre 192,2 milliards de dirhams (52,3 milliards de dollars) durant la même période en 2007. Parmi les principaux partenaires commerciaux de Dubaï, l’Inde occupe la première place de la liste, suivie de la Chine et des États-Unis en troisième place. En ce qui concerne les exportations émiriennes, l’Inde était également sur la première place au premier semestre de l’année 2008, suivie par la Suisse qui avait avancé à la deuxième position de la  cinquante-quatrième qu’elle occupait avant. La valeur du commerce bilatéral de Dubaï avec la Suisse est passée de 24,7 millions de dirhams 1,5 milliard. L’Inde était aussi le principal partenaire de Dubaï dans le premier semestre 2008 dans le commerce de réexportation, suivie par l’Iran et la Suisse.